# Cotoneaster persicus
Cotoneaster persicus es una especie de planta del género Cotoneaster, perteneciente a la familia Rosaceae.

## Taxonomía
Cotoneaster persicus fue descrita por Antonina Poyárkova en 1954.

## Distribución
Se encuentra en el territorio de Irán y Pakistán.